# 樋口みどりこ
樋口 みどりこ（ひぐち みどりこ、1993年1月18日 - ）は、日本のタレント。女優。
元つぼみ大革命のメンバーで、キャッチコピーは「つぼみの爽やか担当」。緑色担当だった。
兵庫県出身。

## 来歴
- 2012年4月、つぼみオーディションに合格、4期生として加入（同期4名）。
- 2012年5月5日、「つぼみの開花宣言vol.12」(OBP円形ホール)にてデビュー。
- 2013年5月2日、芸名を本名「樋口碧子」から「樋口みどりこ」に改名。
- 2013年8月4日、つぼみの後輩・恵梨華(NSC34期生)とコンビ「ひぐちえりか」結成。
- 2014年6月14日、ひぐちえりか初単独ライブ「ショコラとさきいか」in HEP HALL開催[1]。
- 2015年8月16日、ひぐちえりか2回目の単独ライブ「逆転恋愛」(道頓堀ZAZA HOUSE)開催。コンビ名を「ひぐちとえりか」に改名。
- 2016年4月26日、「マスゲン釣りチャンネル」で釣りガールの活動を開始。
- 2017年2月10,11日、舞台「夕-ゆう-」で初の主演を務めた。
- 2017年5,9,10月、劇団そとばこまちのエンターテインメント時代劇に3作品連続で客演。
- 2018年2月11,12日、舞台「歌姫」主演。
- 2019年2月3日 舞台、「ひみつ」主演。
- 2019年5月15日 ソロ曲、「みどりの遊園地」(バイオレンス･ボイジャー イメージソング)配信開始。
- 2019年12月9日、つぼみ大革命として「女芸人No.1決定戦 THE W 2019」(日本テレビ) 決勝戦に出場。
- 2023年12月28日、「樋口みどりこ・恵梨華 卒業コンサート 〜笑わせて大革命！今日は泣かせてひぐえり大革命！〜」(心斎橋 BIGCAT) にて、女優に専念するためつぼみ大革命を卒業。
- 2025年3月31日、男性ブランコ 浦井のりひろとの結婚を発表。[2]

## 人物
- 愛称はみぃこ、みーちゃん、みどりこ殿など
- 4人兄弟（姉、姉、本人、弟）の3女。両目とも視力が良く、普段は裸眼[3]。
- つぼみでデビューする前も芸能活動を行っており、「なにわエンタメ学園 ギャハ学」(関西テレビ)でつぼみの先輩福田麻貴、松下千紘と共演したり[4]、梅花女子大学の広告モデルをしたことがある[5]。
- つぼみのオーディションを受けたきっかけは大学のミスコンで準グランプリを獲得した際に吉本の関係者から声をかけられた事。[6]
- キャッチコピーは「つぼみの爽やか担当」。デビュー当初は「清楚で元気なギャップガール」だった。
- つぼみの入団同期はオクヒラテツコ・兎可奈・じぇじゅん♀（岩政久美子）の3名。いずれも卒業して、現在の4期生は樋口のみ。
- 後輩の恵梨華(NSC34期生)とコンビ「ひぐちとえりか」を組んでおり、漫才やコントを行っている。
- つぼみ内ではチーム「コスモス(旧･アイドル選抜)」に所属。
- 耳に穴をあけるのが怖くて両耳ともピアスではなくイヤリングをしている[7]。
- つぼみ入団時から長くショートヘアがトレードマークだった(それまでに髪を伸ばした事があるのは高校3年生の時だけだった[8])が、2016年からは2020年6月まで髪を伸ばし続けていた。2020年6月9日じゃんぐるレディoh！にて髪をショートカットにしたことを報告。
- 苦手な食べ物はブロッコリー・カリフラワー・パクチー。好きな食べ物はお肉、カボチャ、芋類、酸っぱいもの、ネバネバしたもの、辛いもの、イタリアン、アイスクリーム、かりんとうまんじゅう、ハッピーターン、ミレービスケット、カレーなど[9]。特にカレーは普段からよく食べていて、つぼみ内でカレー部部長を名乗っている。
- 中学時代に「ガラスの仮面」を愛読 [10]しており、つぼみのニコニコランド演劇部では「ガラスの仮面」を参考にしたお題をたびたび出題していた。

- 特技は空手(黒帯[11] 板を割ることができる。)、少林寺拳法、話を聞くこと(うなずき)、みどりこ劇場(一人芝居)、ものまね(ティラノサウルス、織田裕二、ミッキーマウス、真矢みき等)[12]。
- 柴犬[13]、ディズニー[14]が好き。

## 出演

### 演劇
| 公演名                                                 | 公演日                   | 会場                           | 役名                     | 主催                                                     |
| ------------------------------------------------------ | ------------------------ | ------------------------------ | ------------------------ | -------------------------------------------------------- |
| トラブルレストラン                                     | 2014/5/3,4               | 近鉄アート館                   | 大沢愛子                 | 劇団クロックガールズ                                     |
| タクシードライバーエピソード                           | 2015/1/7                 | ABCホール                      | OL                       | よしもとクリエイティブ・エージェンシー                   |
| 悲しき天使                                             | 2015/1/30,2/1            | 近鉄アート館                   | ユメコ                   | STRAYDOG                                                 |
| 天使は瞳を閉じて                                       | 2015/5/26,27             | HEP HALL                       | マリ                     | よしもとクリエイティブ・エージェンシー                   |
| オーサカアイドルコメディ「ハニカミ！」                 | 2015/12/26               | YES THEATER                    | 生徒会長                 | ハニカミ！実行委員会                                     |
| サンパチ！                                             | 2016/1/22-24             | 道頓堀ZAZA HOUSE               | 篠崎まり子               | オフ･オフ･ブロードウェイ                                 |
| ハニカミ！2「やきゅうしようョ」                        | 2016/3/6                 | YES THEATER                    | ピッチャー               | ハニカミ！実行委員会                                     |
| 糸しい人                                               | 2016/10/25,26            | よしもと漫才劇場               | 綾、糸子 ※ヒロイン       | よしもとクリエイティブ・エージェンシー                   |
| 夕-ゆう-                                               | 2017/2/10,11             | HEP HALL                       | 三上夕 ※主演             | プロジェクト･コア                                        |
| ガラスの仮面・愛のメソッド                             | 2017/2/1-14              | アカルスタジオ                 | 鷲宮さおり               | アカルスタジオ                                           |
| オーバーキル                                           | 2017/4/23                | 朝日劇場                       | あおい                   | よしもとクリエイティブ・エージェンシー                   |
| おりょう                                               | 2017/5/18-21             | 近鉄アート館                   | 沖田総司                 | 劇団そとばこまち                                         |
| のうみん                                               | 2017/9/8-10              | 近鉄アート館                   | 天草四郎時貞、豊臣秀頼   | 劇団そとばこまち                                         |
| のぶなが                                               | 2017/10/7,8              | ABCホール                      | 森乱丸                   | 劇団そとばこまち                                         |
| よしもと養成所物語～いつか花月の華になる～             | 2017/11/17               | 道頓堀ZAZA HOUSE               | 戸川恵梨 ※ヒロイン       | よしもとクリエイティブ・エージェンシー                   |
| おかえり                                               | 2018/1/19,20             | よしもと漫才劇場               | 手塚真理(まこと)         | 劇団コケコッコー(よしもとクリエイティブ・エージェンシー) |
| 歌姫                                                   | 2018/2/11,12             | HEP HALL                       | 岸田鈴、松中ルリ子 ※主演 | プロジェクト・コア                                       |
| 幕末                                                   | 2018/2/21-23             | 朝日劇場                       | 望月亀弥太               | 劇団そとばこまち                                         |
| ゆきむら                                               | 2018/6/8,10              | 近鉄アート館                   | 千姫                     | 劇団そとばこまち                                         |
| のぶなが(※再演)                                        | 2018/7/6-8               | あうるすぽっと                 | 森乱丸                   | 劇団そとばこまち                                         |
| 恋の文                                                 | 2018/10/19,20            | ABCホール                      | マリア(道子)             | 劇団コケコッコー(よしもとクリエイティブ・エージェンシー) |
| 付廻し(ストーカー)侍                                   | 2018/11/16-18            | 近鉄アート館                   | 大石主税                 | 劇団そとばこまち                                         |
| 西の遊のキッコ                                         | 2018/12/27,28            | 伊丹AI・HALL                   | 五木サオリ               | 石原正一ショー(よしもとクリエイティブ・エージェンシー)   |
| ひみつ                                                 | 2019/2/3                 | HEP HALL                       | 本橋渚 ※主演             | プロジェクト･コア                                        |
| Love Later                                             | 2019/3/13                | ポストよしもと                 | アリサ ※主演(朗読劇)     | よしもとクリエイティブ・エージェンシー                   |
| 雨やどり                                               | 2019/3/22-24             | ABCホール                      | 冬子(とうこ)             | 劇団コケコッコー(よしもとクリエイティブ・エージェンシー) |
| のうみん(※再演)                                        | 2019/7/4-7               | あうるすぽっと                 | 天草四郎時貞、豊臣秀頼   | 劇団そとばこまち                                         |
| のうみん(※再再演)                                      | 2019/10/11-14            | 近鉄アート館                   | 天草四郎時貞、豊臣秀頼   | 劇団そとばこまち                                         |
| LAST MOMENT～勝利はその先に～                          | 2019/12/6,7              | COOL JAPAN PARK大阪SSホール    | 亮太郎                   | 劇団PUNK(よしもとクリエイティブ・エージェンシー)         |
| アン・ハッピーバースデー                               | 2021/3/25-28             | Zoom劇場(ネット配信)           | リコ                     | ONLINE Match-ing! / Meets!                               |
| タクラマカン                                           | 2021/10/8-10             | ドーンセンター                 | ケイ                     | 株式会社PRUNNING                                         |
| 贋作 罪と罰                                            | 2021/11/20,21            | YES THEATER                    | 三条英(はなぶさ) ※主演   | プロジェクト・コア                                       |
| 市川由紀乃特別公演「娘の夢は母の夢」                   | 2022/2/5-14              | 新歌舞伎座                     | 一之瀬葵                 |                                                          |
| MousePiece-ree20周年記念興行第一弾 「CAT TOWER」       | 2022/5/20-22             | ABCホール                      | 明日香                   | MousePiece-ree                                           |
| 藤山寛美 三十三回忌追善 喜劇特別公演「大阪ぎらい物語」 | 2022/7/1-25 (全31公演)   | 新橋演舞場                     | おなか (女中)            | 松竹                                                     |
| ビギナー♀                                              | 2022/9/9-13(全9公演)     | あうるすぽっと                 | 松木明美                 | 劇団5454                                                 |
| SHAKESPEARE                                            | 2022/12/17,18            | HEP HALL                       | ウィル ※主演             | プロジェクト・コア                                       |
| 大坂夏の陣                                             | 2023/2/24,25,26          | COOL JAPAN PARK OSAKA TTホール | 真田大助                 | 劇団そとばこまち                                         |
| SHINOBI SASUKE                                         | 2023/7/1,2,3             | ABCホール                      | 豊臣秀頼                 | 劇団そとばこまち                                         |
| あなとうと                                             | 2023/10/6,7,8,9          | ABCホール                      | 山口みどり(GUCCHI)       | 無名劇団                                                 |
| 舞台ろくでなしコーラス2024                             | 2024/3/20-24(全10公演)   | 浅草花劇場                     | 時田洋子                 | ライズコミュニケーション                                 |
| 武士の献立 (味噌版)                                    | 2024/11/9-17(全8回出演)  | 草月ホール                     | 浜路                     | Alexandrite Stage                                        |
| Fight!(2025 大阪公演)                                  | 2025/3/26-30(全10回出演) | in→dependent theatre 2nd       | 宮崎舞                   | 深緑アオ、おふぃすひまわり                               |

その他、つぼみ大革命メンバーとしてライブ･舞台出演多数。

### 映画
- 分福茶釜 2018年10月20日全国ロードショー
- バイオレンス･ボイジャー 2019年5月24日ロードショー(声優。イメージソング「みどりの遊園地」ボーカル)

### インターネット動画
現在
- つぼみ大革命の革命ナイト（ニコニコ生放送）隔週水曜日20:00〜
- つぼみ大革命チャンネル（youtube）
- マスゲン釣りチャンネル

出演
過去
- つぼみのニコニコランド（ニコニコ動画）：水曜出演
- つぼみのもっと前進！（ニコニコ動画）
- つぼみのちょっと前進！（ニコニコ動画）不定期
- ここは！なんばグランド花月！（ニコニコ動画） 2016年11月4日放送分（ひぐちとえりか）
- アニメ『スパ☆コン』第10話☆（youtube） 友情出演(2022年2月14日公開)

### テレビ
- なにわエンタメ学園 ギャハ学（2010年2月27日 関西テレビ）一般参加者として出演
- ツキギメ!奇跡のムチャぶり大作戦（2013年5月7日 関西テレビ）
- ひるカフェ（2013年5月31日 サンテレビ）
- つんつべ♂ バク音 （2013年10月10日 テレビ東京）
- 祇園笑者～劇場ノーカット版:裏喋～（2013年12月13日 読売テレビ）
- 新春！よしもと大爆笑2014（2014年1月1日 サンテレビ）
- ビタペディア（2015年4月1日 8日 eo光チャンネル )
- 笑い飯のおもしろテレビ（2014年11月18日 2015年2月3日 2月11日 7月7日 サンテレビ）
- ロケみつ フライデー（2014年12月19日 毎日放送）
- ボートのつぼみ(#1-4,9-12,26 サンテレビ）
- どきワク関西 （2016年4月19日、5月31日、6月28日 J:COMチャンネル）
- つぼみ公演（KawaiianTV） 過去に行われた舞台の録画放送。ひぐちとえりかとして出演
- TSUBOMIX（Kawaiian TV）
- きん5時(2022年2月4日 NHK、ドラマ夕顔(「わが家のペット事情」再現ドラマ))
- 婚活1000本ノック(2024年2月14日　第5話)

### テレビドラマ
- コンビニ★ヒーローズ〜あなたのSOSいただきました!!〜 第2話（2022年10月19日、関西テレビ 他） - ヨウコ 役[20]
- 婚活1000本ノック 第5話（2024年2月14日、フジテレビ） - 結婚相談所スタッフ 役

### ラジオ
現在
- とびだしNSC（YES-fm）アシスタント(不定期出演)
- つぼみ大革命のじゃんぐる♥レディOh！（YES-fm）火曜日（不定期出演）
- つぼみ大革命のOSAKA DNA(FM OSAKA)（不定期出演）

過去
- ハンドレッドレディオ 八光スマイルのおしゃべり親分（MBSラジオ） 2013年12月5日放送分